# Houet (tỉnh)
Houet là một trong 45 tỉnh của Burkina Faso, tọa lạc ở Vùng Hauts-Bassins.
Tỉnh lỵ của Houet là Bobo-Dioulasso.
Houet được chia thành 9 tổng:
- Badema
- Bama
- Bobo-Dioulasso
- Fo
- Karankasso-Vigue
- Lena
- Peni
- Satiri
- Toussiana